# Somerset Gough-Calthorpe

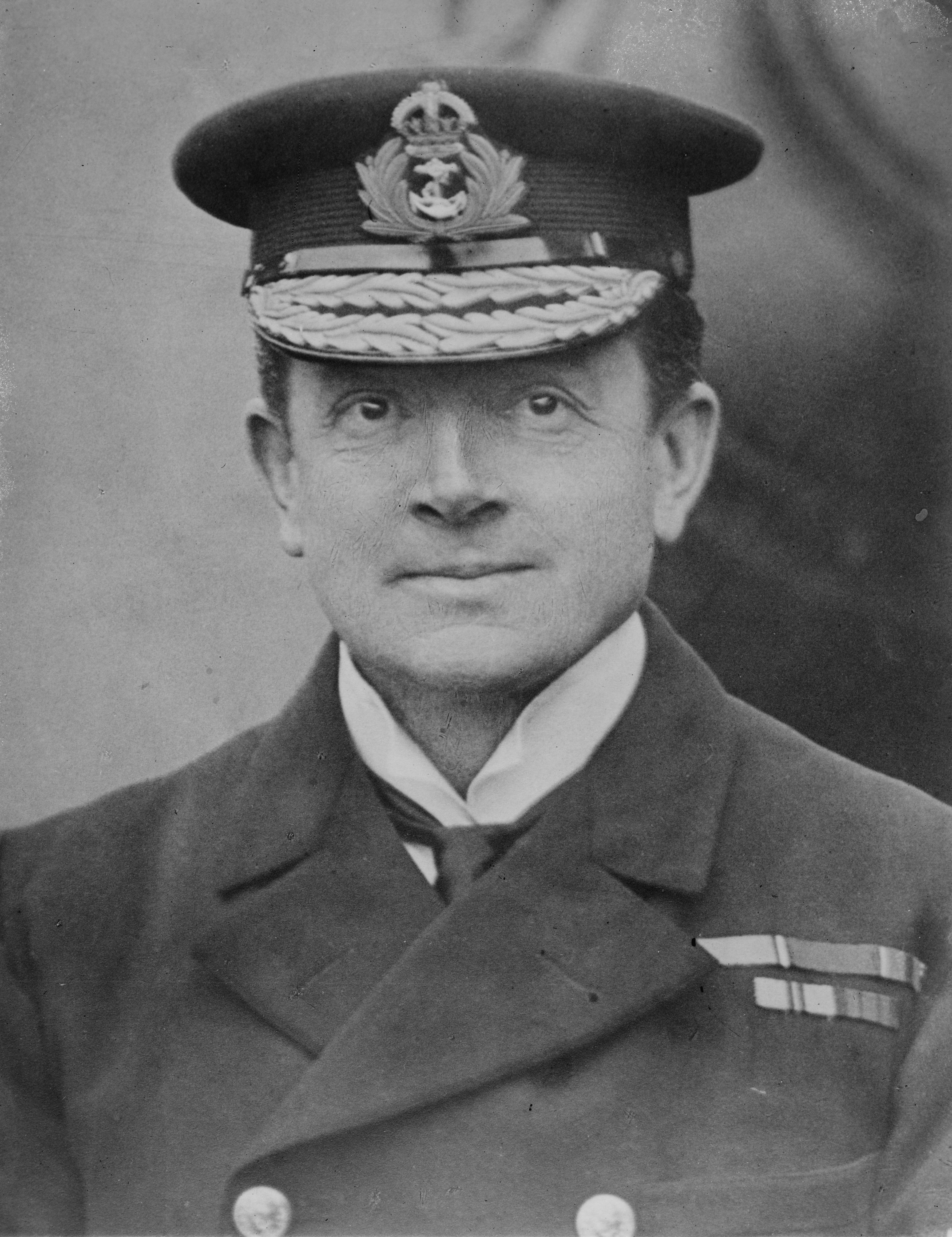
Somerset Gough-Calthorpe

Sir Somerset Arthur Gough-Calthorpe GCB, GCMG, CVO (* 23. Dezember 1864 in London; † 27. Juli 1937 in Ryde), auch bekannt als Sir Somerset Calthorpe, war ein Admiral of the Fleet der Royal Navy.

## Leben
Somerset Calthorpe wurde in eine adlige Familie geboren, sein Vater wurde 1910 der 7. Baron Calthorpe. Einen Teil seiner Kindheit verbrachte er in Frankreich. 1878 kam er als Kadett auf das Schulschiff HMS Britannia und wurde 1880 als Midshipman auf den Panzerkreuzer HMS Northampton versetzt, das Flaggschiff der North America and West Indies Station. 1886 wurde er zum Lieutenant befördert und kam auf das Turmschiff HMS Colossus der Mittelmeerflotte. Nach dem Besuch der Torpedoschule an Bord der HMS Vernon wurde er 1890 dem Ausbildungspersonal zugeteilt. Von 1891 bis 1893 diente er als Torpedospezialist in der britischen Besitzung Hongkong. Ende 1894 wurde er auf den neuen Kreuzer HMS St George versetzt, der in der Cape of Good Hope Station and West Africa Station Dienst tat, und nahm in dieser Zeit am Vierten Aschanti-Krieg teil.
Im Januar 1896 zum Commander befördert, übernahm er den Befehl über den Panzerkreuzer Imperieuse, Flaggschiff der Pacific Station. Nach seiner Rückkehr ins Mutterland 1899 heiratete er 1900 eine Kanadierin und wurde Kommandant des Torpedokanonenboots Halcyon bei der Mittelmeerflotte. 1902 zum Captain befördert, diente Calthorpe die nächsten drei Jahre als Marineattaché für Russland, Schweden und Norwegen. 1905 erhielt er den Befehl über den Panzerkreuzer Roxburgh bei der Channel Fleet, später über das Prä-Dreadnought-Schlachtschiff Hindustan. Ab 1909 diente er unter William May als Flottenkapitän der Home Fleet an Bord der Dreadnought. 1910 änderte er seinen Nachnamen in Gough-Calthorpe.
1911 zum Konteradmiral befördert, wurde er 1912 stellvertretender Kommandeur des 1. Schlachtgeschwaders mit dem Flaggschiff HMS St Vincent. Im Sommer 1914 übernahm er den Befehl über das 2. Kreuzer-Geschwader mit dem Flaggschiff HMS Shannon, das mit dem Ausbruch des Ersten Weltkrieges in der Grand Fleet gebildet wurde. Im März 1915 wurde er zum temporären Vizeadmiral ernannt. Zu Neujahr 1916 erhielt er den KCB verliehen. Von Juli bis Dezember 1916 fungierte er als Zweiter Seelord der Admiralität. Danach wurde er von den neuen Amtsinhabern Erster Lord der Admiralität Sir Edward Carson und Erster Seelord Sir John Jellicoe in das Kommando der Reserveflotte versetzt.
Nachdem sein Rang als Vizeadmiral im April 1917 bestätigt worden war, erhielt Gough-Calthorpe im Juli 1917 das Kommando über die Mittelmeerflotte als Nachfolger von Sir Rosslyn Wemyss, der vom neuen Ersten Lord Eric Campbell Geddes zurückbeordert wurde, übertragen. In dieser Funktion handelte er Ende Oktober 1918 den Waffenstillstand von Mudros mit dem Osmanischen Reich aus.
In der Nachkriegszeit diente Gough-Calthorpe als Britischer Kommissar im Osmanischen Reich von 1918 bis 1919, und danach als Oberbefehlshaber in Portsmouth bis 1923. Ab 1924 fungierte er als First and Principal Naval Aide-de-Camp des Königs. 1925 wurde er zum Admiral of the Fleet befördert und nahm 1930 seinen Abschied.